# Districtul Sárospatak
Sárospatak (în maghiară Sárospataki járás) este un district în județul Borsod-Abaúj-Zemplén, Ungaria.
Districtul are o suprafață de 477,67 km2 și o populație de 25.057 locuitori (2013).